# Markus Töns

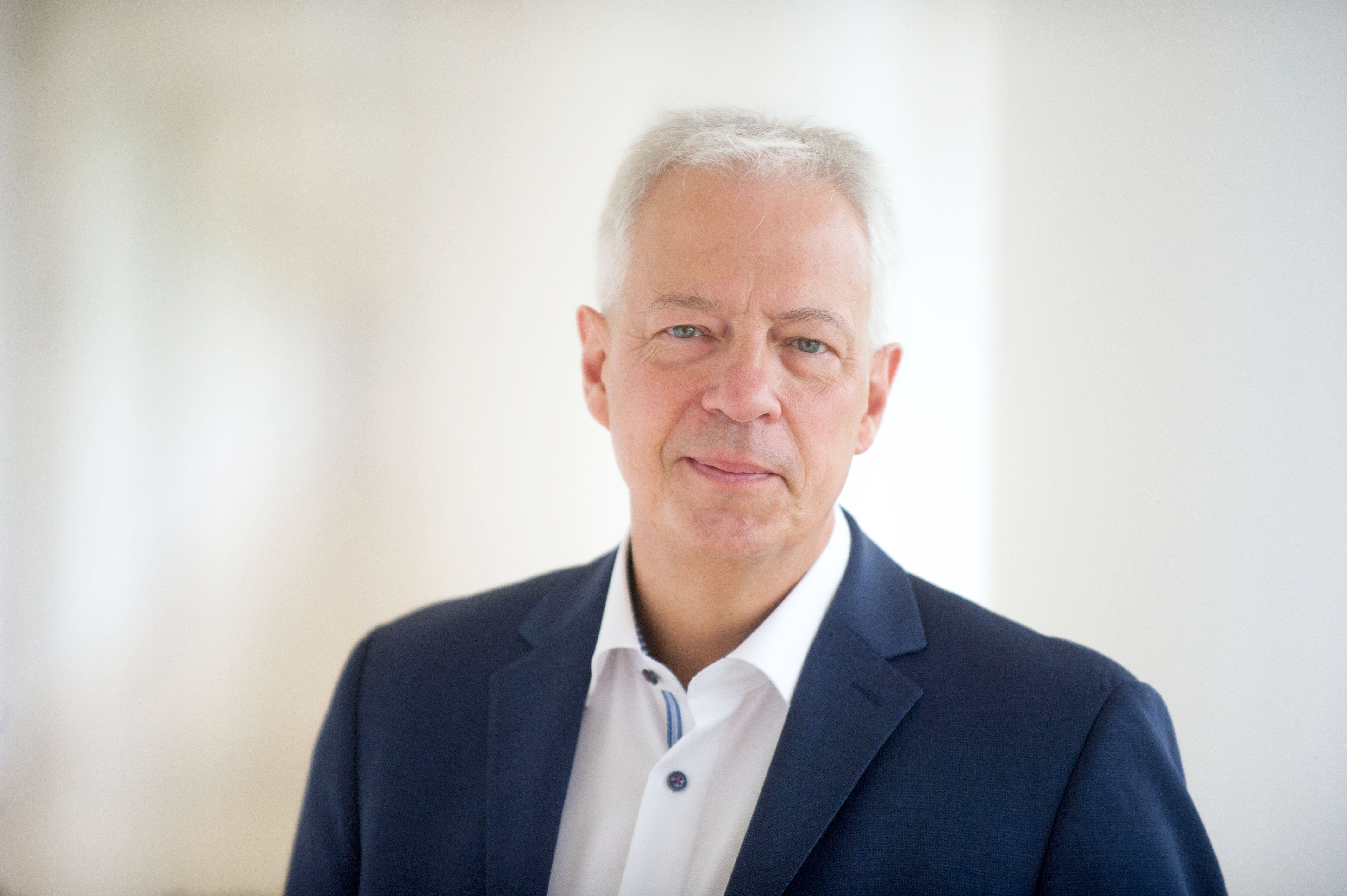
Markus Töns (2018)

Markus Töns (* 1. Januar 1964 in Gelsenkirchen) ist ein deutscher Politiker (SPD) und seit 2017 Mitglied des Deutschen Bundestags. Zuvor war er Mitglied des Landtages Nordrhein-Westfalen.

## Biografie

### Ausbildung und Beruf
Töns schloss seine Schulausbildung zunächst 1981 mit der Berufsschulreife (Hauptschulabschluss) ab. Anschließend besuchte er das Ricarda-Huch-Gymnasium in Gelsenkirchen, wo er 1985 das Abitur machte.
Er studierte Politikwissenschaften an der Westfälischen Wilhelms-Universität Münster und erhielt dort 1995 seinen Abschluss als Politologe. Von 1996 bis 2001 war er als Referent für politische Weiterbildung beim „Aktuellen Forum NRW“ tätig. Von 2002 bis 2005 war er wissenschaftlicher Mitarbeiter des nordrhein-westfälischen Landtagsabgeordneten Hans Frey.
Töns ist geschieden und hat drei Kinder, zwei Töchter und einen Sohn.

### Politik
Töns ist seit 1987 Mitglied der SPD. Er engagierte sich zunächst von 1988 bis 1992 im Vorstand der Jusos Gelsenkirchen, dem er von 1990 bis 1992 als stellvertretender Vorsitzender angehörte.
Seit Mai 2018 ist Töns Vorsitzender des SPD-Unterbezirks Gelsenkirchen, dessen Vorstand er bereits seit 2004 angehört. Zuvor war er Vorsitzender (2002 bis 2008) und stellvertretender Vorsitzender (2000 bis 2002) des SPD-Ortsvereins Gelsenkirchen-Altstadt.
Bei der Bundestagswahl 2017 zog Markus Töns als direkt gewählter Abgeordneter für den Wahlkreis Gelsenkirchen in den Deutschen Bundestag ein. Er trat damit die Nachfolge von Joachim Poß an, der nach 37 Jahren als direkt gewählter Abgeordneter für Gelsenkirchen nicht mehr angetreten war. Auch bei der Bundestagswahl 2021 konnte er das Direktmandat für den Wahlkreis Gelsenkirchen erringen. Er ist stellvertretender Vorsitzender des Ausschusses für die Angelegenheiten der Europäischen Union und ordentliches Mitglied im Ausschuss für Wirtschaft. Darüber hinaus wurde er im Juni 2023 zum Handelsbeauftragten der SPD-Bundestagsfraktion ernannt.
Im Bundestag ist er Sprecher des Netzwerkes Berlin und seit 2023 der Sprecher der Bundestagsabgeordneten aus dem Ruhrgebiet. Außerdem ist er, als bekennender Fan des FC Schalke 04 e. V., sowohl Mitglied des Vereins als auch Vorsitzender des Bundestags-Fanclubs des FC Schalke 04 e. V., den sogenannten Kuppelknappen.
Vor seinem Mandat als Bundestagsabgeordneter war Töns vom Juni 2005 bis zum Mai 2017 Landtagsabgeordneter im nordrhein-westfälischen Landtag für den Wahlkreis Gelsenkirchen II. In den Jahren 2012 bis 2017 vertrat er Nordrhein-Westfalen im Ausschuss der Regionen, dort war von 2015 bis zu seinem Ausscheiden 1. Vizepräsident der PES-Fraktion.
Bei der Bundestagswahl 2025 erhielt Markus Töns in seinem Wahlkreis 31,38 Prozent der Erststimmen und konnte als Wahlkreissieger sein Direktmandat verteidigen.

### Mitgliedschaften
Töns ist Mitglied der Gewerkschaften ver.di und IGBCE, im Verein zur Förderung der Jugendarbeit des DGB und in der überparteilichen Europa-Union Deutschland, die sich für ein föderales Europa und den europäischen Einigungsprozess einsetzt. Des Weiteren engagiert er sich ehrenamtlich bei aktuelles forum e. V., in der Gesellschaft zum Studium strukturpolitischer Fragen e. V., der Heinz-Urban-Stiftung sowie im Wirtschaftsforum der SPD e. V.
Als Mitglied des Aufsichtsrates ist Markus Töns in der Diakonie Ruhr gemeinnütziges GmbH sowie im Diakoniewerk Gelsenkirchen und Wattenscheid GmbH tätig.
Im Deutschen Bundestag ist Markus Töns Mitglied der Parlamentariergruppe der überparteilichen Europa-Union Deutschland, die sich für ein föderales Europa und den europäischen Einigungsprozess einsetzt.